# Fajlagos ütőmunka

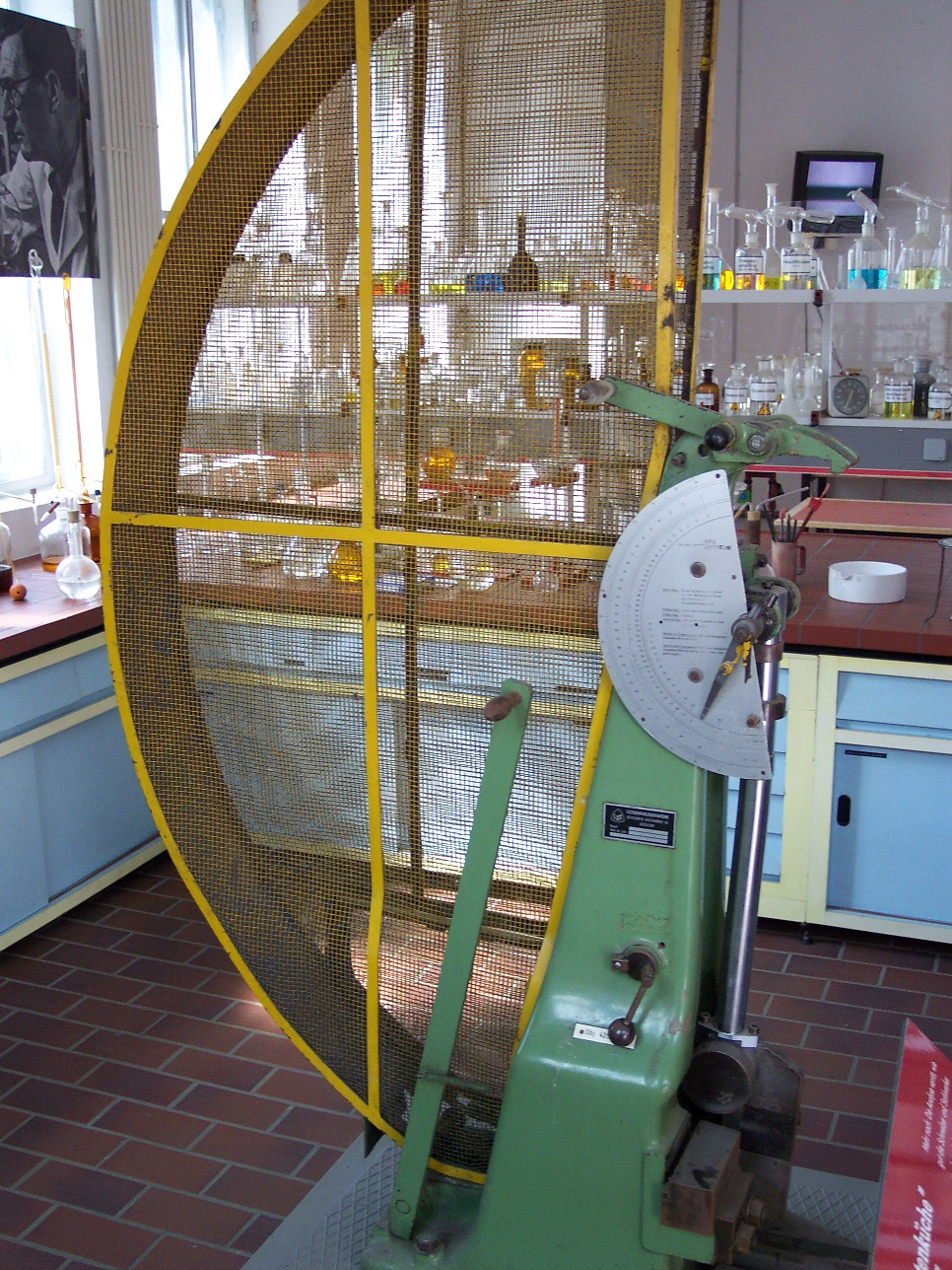
Charpy-ütőmű

A Charpy-ütőmű helyzeti energiájának számításához

A próbadarab helyzete a Charpy-ütőműben

Charpy-vizsgálatnál használatos szabványos próbatestek

A hőmérséklet hatása az ütőmunkára. A vörös vonal az átmeneti hőmérsékletnél.

A fajlagos ütőmunka a szerkezeti anyagok, elsősorban fémek szívósságának jellemzésére szolgáló mérőszám. Egy anyag annál szívósabb, minél nagyobb energia szükséges az elszakításához, eltöréséhez. A vizsgálathoz szabványos mérőeszközt, a Charpy-féle ütőművet és szabványosított próbatesteket használnak. Az eredményül kapott mérőszám empirikus érték, elméletileg nem vezethető le az anyagok más szilárdsági tulajdonságaiból, az egyes anyagok közötti rangsorolásra alkalmas. A fajlagos ütőmunka az anyagminőségen és a technológián túl erősen függ a vizsgálat hőmérsékletétől is, és alkalmas az anyagok rideg törés elleni ellenállásának vizsgálatára.

## Charpy-féle ingás ütőmű
A vizsgálatot Georges Charpy francia tudós fejlesztette ki 1905-ben. A gép egy ingás ütőmű, mely bemetszett próbatestet tör el. Az ingát, mely jól csapágyazott tengely körül elfordítható rúdból és annak végén a nagy tömegű (15 vagy 30 kg) ütőfejből áll, meghatározott magasságról indítják. Amikor az ingát elengedik, lefelé indul, felgyorsul, legnagyobb sebességét a pálya alsó pontján éri el, kezdeti helyzeti energiája mozgási energiává alakul. Ide helyezik a bemetszett próbadarabot, melyre az ütőfej ütést mér és eltöri. A töréshez szükséges munka csökkenti a mozgási energiát, így amikor az inga felfelé mozdul el, felső holtpontjának magassága nem éri el az indítási magasságot. Az inga mutatót vonszol magával, ami az ingának a törés után elért legmagasabb pontjánál megáll és utólag is leolvashatóan jelzi az ütőfej legmagasabb helyzetét. A két véghelyzet magasságának különbségéből kiszámítható az ütőfej helyzeti energiáinak különbsége, ez a próbatest töréséhez szükséges munka:
{\displaystyle K=mgh'-mgh\,=mgl(cos\beta -cos\alpha )}
ahol
{\displaystyle K\,} a töréshez szükséges ütőmunka [J]
{\displaystyle m\,} az ütőfej tömege [kg]
{\displaystyle g\,} a nehézségi gyorsulás [m/s²]
{\displaystyle l\,} az inga hossza [m]
{\displaystyle h'\,} az ütőfej tömegközéppontjának magassága az inga pályájának alsó pontjához képest indításnál [m]
{\displaystyle h\,} az ütőfej tömegközéppontjának magassága az inga pályájának alsó pontjához képest törés után [m]
{\displaystyle \alpha ,\beta \,} az ábrán látható szögek.

## Próbatestek
A vizsgálathoz többféle próbatestet használtak az idők folyamán, a jelenlegi szabványok (MSZ EN ISO 148-1) kétféle próbatestet írnak elő. Az U és V típusú próbatestek méretei az ábrán láthatók, a V próbatesteket használják gyakrabban. A V típusból vékonyabb próbatestek is készíthetők. A
vizsgálat eredményéül vagy az ütőmunka értékét (KU illetve KV) vagy a fajlagos ütőmunka értékét (KCU illetve KCV) értékét adjak meg. Ez utóbbi az ütőmunka és a próbadarab keresztmetszetének hányadosa:
{\displaystyle KCV={\frac {KV}{A}}} [J/cm²]
ahol
{\displaystyle A\,} [cm²] a próbatest keresztmetszete.

## A hőmérséklet hatása az ütőmunkára
A különböző méretű és alakú próbatestekkel végzett vizsgálatok eredményei nem átszámíthatóak. Fontos, hogy a vizsgálatoknál minden paraméter lejegyzésre kerüljön. Az ütőmunkát befolyásolja a próbatest lekerekítettebb vagy élesebb bemetszése, az anyagminőség, a hőkezelés és a hidegalakítás. Különösen fontos a vizsgálati hőmérséklet betartása, mert az eredményeket a hőmérséklet jelentősen befolyásolja. A nagy ütőmunkájú anyagok szívósan, a kis ütőmunkájú anyagok ridegen viselkednek. A törés környezetéből vizuálisan is megítélhető az anyag viselkedése: a rideg törést nem előzi meg nagy plasztikus alakváltozás és kontrakció, a törés felülete finom szemcsés. A szívós anyag törésénél az anyag jelentősen megnyúlik és kontrahál (húzás esetén lecsökken keresztmetszete), a törés felülete durva, esetleg az utoljára elszakadt rész mutatja a rideg törés finom szemcséit.
A legtöbb anyag a hőmérséklet növekedésével előbb rideg, majd szívós viselkedést mutat. Ha azonos körülmények között csak a hőmérséklet változtatásával végeznek egy anyagon ütőmunka vizsgálatokat, a mérések eredményei az ábrához hasonló diagramba foglalhatók. Az S alakú görbe inflexiós pontjához tartozó hőmérsékletet átmeneti hőmérsékletnek nevezik. Egy szerkezeti acél annál inkább megfelel feladatának, minél kisebb az átmeneti hőmérséklete. Az átmeneti hőmérséklet a hidegalakítással nő, a lágyító hőkezeléssel csökkenthető.

## Külső hivatkozások
- Törésmechanika, Charpy vizsgálat
- Pankhard Kinga: Fémek II. előadásvázlat.[halott link]
- Charpy ütőmunka vizsgálat modulja a  steeluniversity.org honlapon (angolul)